# An nescis, mi fili, quantilla prudentia mundus regatur
 Аn nescis, mi fili, quantilla prudentia mundus regatur  лат. (изговор: ан несцис, ми фили , квантила пруденција мундус регатур). Зар не знаш, сине, с колико се мало мудрости управља свијетом. (Папа Јулије III)

## Поријекло изреке
На питање једног португалског монаха откуд "лудило" свијетом, папа Јулије III је одговорио: "Зар не знаш, сине, с колико се мало мудрости управља свијетом." (петнаести у шеснаести вијек).

## Тумачење
Ратови, геноциди и болести, говоре са колико се мало мудрости влада овим свијетом. Изрека је вијечно актуелна.